# Liste der Monuments historiques in Ambleville (Val-d’Oise)
Die Liste der Monuments historiques in Ambleville (Val-d’Oise) führt die Monuments historiques in der französischen Gemeinde Ambleville auf.

## Liste der Bauwerke
| Bezeichnung        | Beschreibung                  | Standort | Kennzeichnung | Schutzstatus | Datum | Bild           |
| ------------------ | ----------------------------- | -------- | ------------- | ------------ | ----- | -------------- |
| Schloss Ambleville | Erbaut ab dem 16. Jahrhundert | (Lage)   | PA00079974    | Classé       | 1945  | weitere Bilder |

## Liste der Objekte

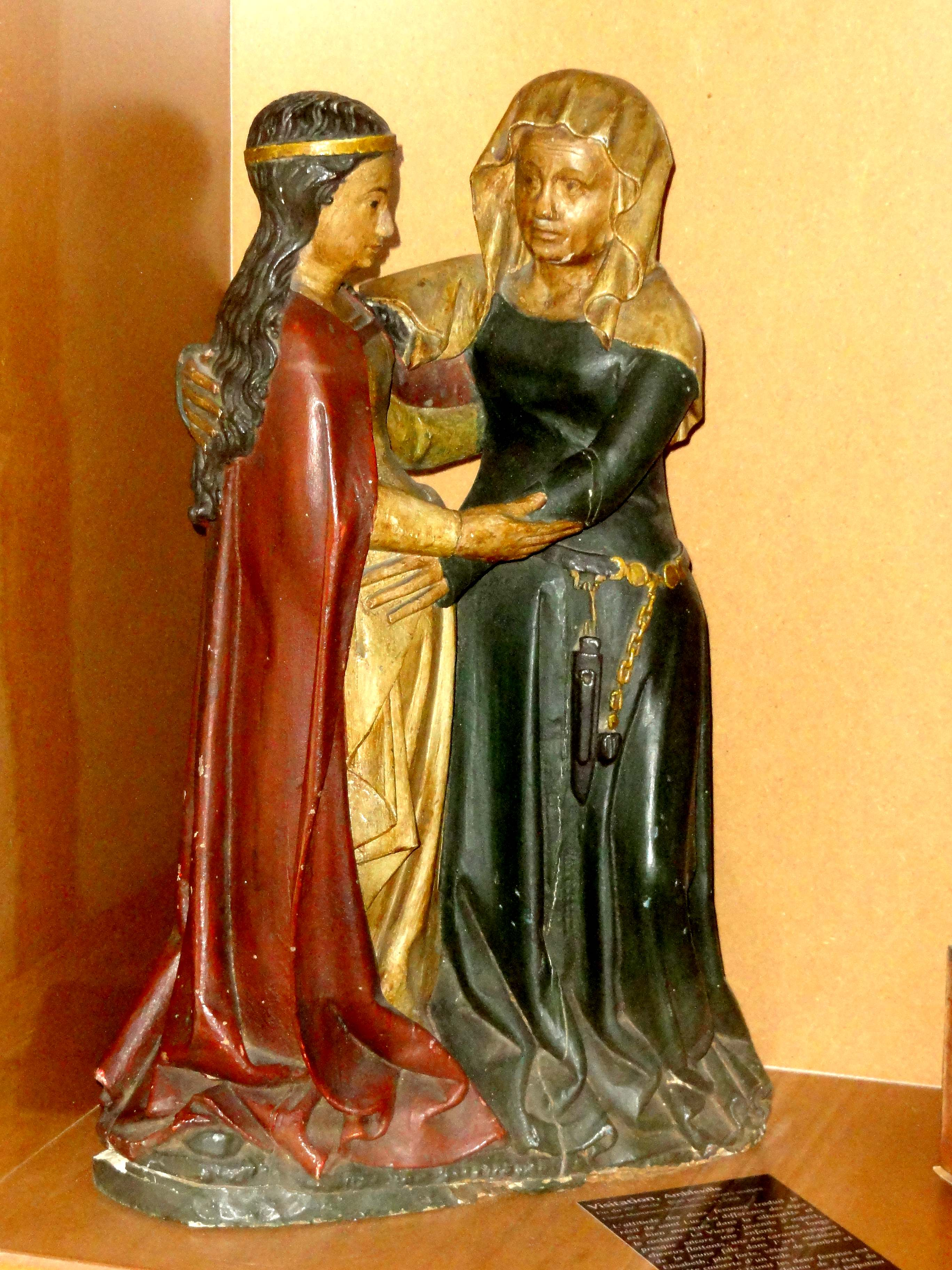
Skulpturengruppe Visitation (15. Jahrhundert)

- Monuments historiques (Objekte) in Ambleville (Val-d’Oise) in der Base Palissy des französischen Kultusministeriums